# Samy Gemayel
Samy Gemayel, né le 3 décembre 1980, est un homme politique libanais élu député au parlement libanais en 2009.

## Biographie
Descendant d’une puissante famille politique maronite, il est le petit-fils de Pierre Gemayel, fondateur du parti Kataëb, fils d’Amine Gemayel, président de la république de 1982 à 1988, neveu de Bachir Gemayel, président de la république élu et assassiné en 1982 et frère de Pierre Amine Gemayel, ministre de l’Industrie assassiné en novembre 2006.
Chef de la section étudiante des Kataëb à la fin des années 1990, étudiant en droit à l'université Saint-Joseph, il se distancie quelque peu des positions de son père et de ses alliances vers 2004-2005 en adoptant un point de vue plus radical sur la solution aux crises libanaises, qu’il rattache davantage aux composantes identitaires, et à une décentralisation du pays.
Dans ce sens, il lance officiellement en octobre 2006 le mouvement Loubnanouna (Notre Liban), avec un groupe de jeunes cadres avec lesquels il a milité lors de ses études universitaires.
À la suite de l'assassinat de son frère, il retourne au parti Kataeb pour prendre la tête du Service des Jeunes et des Étudiants avant de devenir ensuite Coordinateur de la Commission Centrale au Parti Kataeb.
Le 7 juin 2009, il est élu député au Parlement au siège maronite et recueille 47688 voix dans le caza du Metn-Nord.
Le 3 juin 2015, il annonce sa candidature à la présidence du parti Kataeb.
Après les explosions du 4 août 2020 au port de Beyrouth, il démissionne de son mandat de député (de même que les autres députés Kataëb) en signe de protestation contre l'incurie gouvernementale.

## Vie privée
Le 1er octobre 2016, il convole avec Karine Tedmouri jeune dentiste franco-libanaise, à l'église Saint-Michel-des-Maronites de Bikfaya, fief de la famille. Cette union surprise est controversée du fait de l'appartenance de la jeune femme à la communauté sunnite. Il a essuyé de nombreuses critiques et a dû faire face au mécontentement de ses partisans qui voyaient d'un mauvais œil l'arrivée d'une non-chrétienne dans la vie de leur leader.